# Ярославъл
Ярославъл (на руски: Ярославль) е град в Русия, административен център на Ярославска област и Ярославски район в нея. Населението на града през 2019 година е 609 828 души. Историческата част на града е разположена край вливането на река Которосъл във Волга. Влиза в състава на градовете от знаменития Златен пръстен на Русия.

## История
Предполага се, че е основан през 1010 г. от новгородския княз Ярослав Мъдри за защита на Ростов от север. Дотогава там са живели представители на угро-фински народности. Първото споменаване на Ярославъл е датирано през 1071 г. От 1218 става център на независимо княжество. През 1463 е присъединен към Московската държава. През 17 век е втори по величина град в Русия. По време на полската окупация на Москва през 1612 г. е временна фактическа столица на страната.

## Икономика
Ярославъл е крупен промишлен център: в него е първият в света завод за синтетичен каучук, има нефтопреработващ завод, заводи за автомобилни гуми, за двигатели, за ремонт на електровози, електромашиностроителен и корабостроителен завод и много други.
В града се пресичат важни автомобилни, водни и железни пътища. Разполага с 1 железопътен, 2 автомобилни моста на Волга; изгражда се при необходимост железопътен понтонен мост.

## Архитектура и изкуство
Най-старото съоръжение в Ярославъл е Спасо-Преображенската катедрала, издигната през 1506 – 1516 г. върху основите на първоначалната постройка от 1216 – 1224 г. През 16 век манастирът е ограден с каменна ограда. Именно от него през 1612 г. земското опълчение на Кузма Минин и Дмитрий Пожарски се отправя за освобождаване на Москва. В богатата библиотека е открит през 1790-те препис на древноруската поема „Слово за похода на Игор“ („Слово о полку Игореве“). В ансамбъла на манастира влизат: ограда и кули, „свети врати“, Спасо-Преображенската катедрала, църква „Ярославски чудотворци“, столова и настоятелски покои, звънарница, ризница, корпус с монашески килии.
Истински бисер на старинната руска архитектура е църквата „Иля пророк“, започната през 1647 и изписана до 1681 г. Други известни храмове в града са:
- ансамбъл в Коровницка слобода – 2 църкви (топъл храм „Владимирска божия майка“ и студен храм „Иоан Златоуст“) с камбанария;
- църква „Иоан Предтеча“ от 17 век;
- ансамбъл Толгски манастир – с катедрала и уникална кедрова гора от 17 в.;
- 6 други старинни църкви.

В града са построени и 1 руска старообредна църква, 1 лютеранска църква, 1 джамия и 1 синагога.
Театър „Фьодор Волков“ 1750 е най-старият обществен театър в Русия.

## Спорт
- Хокей на лед: „Локомотив“ е 3-кратен шампион на Русия (1997, 2002, 2003).
- Футбол: в Първа лига играе „Шинник Ярославъл“.
- Волейбол: във Висшата лига градът е представен от „Ярославич“.

## Личности
С града са свързани имената на редица известни хора – поетите Николай Некрасов и Леонид Трефолев, оперния артист Леонид Собинов, учените Герасим Лебедев (индолог), Константин Ушински (основоположник на руската научна педагогика), първата жена-космонавт Валентина Терешкова, водещият руски театрален режисьор от втората половина на XX век Юрий Любимов.

## Побратимени градове
1. Бърлингтън, Върмонт, САЩ (1988)
2. Касел, Хесен, Германия (1988)
3. Коимбра, Португалия (1984)
4. Поатие, Франция (1970)
5. Ханау, Хесен, Германия (1994)
6. Ексетер, Великобритания (1989)
7. Ювяскюля, Финландия (1966)
8. Бургас, България (2018)